# J
La j (en mayúscula J, nombre jota, plural jotas) es la décima letra y la séptima consonante del alfabeto español y del alfabeto latino básico.
En español, el sonido de la «j» es [x], [χ] o [h]. En el Alfabeto Fonético Internacional representa una aproximante palatal sonora [j] (como una «y» suave del español en «ayer»), pero su uso en diferentes idiomas es variable.

## Historia
| i |

| i |

Originalmente, en el alfabeto latino, la jota era una variante caligráfica de la «i», es decir, una «i» con una califa alargada. Esta se usaba en la numeración romana al final de un número, cuando este terminaba con más de una «I»; por ejemplo: «23», en numeración romana, se escribía «XXIIJ» y no «XXIII». En latín y en las lenguas romances de la Edad Media representaba indistintamente los sonidos [i], [iː], y [j] del Alfabeto Fonético Internacional.
Comenzó a tener un uso distintivo en el alto alemán medio, y no fue hasta el siglo XVI cuando se empezó a considerar la «j» como una letra con valor propio. Fue el gramático italiano Gian Giorgio Trissino (1478-1550) el primero en distinguir la «i» y la «j» como representantes de distintos sonidos, en su Ɛpistola del Trissino de le lettere nuωvamente aggiunte ne la lingua italiana ('Epístola de Trissino sobre las letras nuevamente agregadas en la lengua italiana') de 1524.
La «j» fue la última letra que se incorporó al alfabeto latino moderno, por parte de Pierre de la Ramée (1515-1572), para distinguirla del valor fonético que había desarrollado la «i» en las lenguas romances. El nombre «jota» proviene del latín Iōta, que es el nombre de la letra griega de la que procede, la cual tenía el sonido de una «i larga» ([iː]), diferente a ípsilon, que tenía el sonido de una «i breve» ([y]).

## Uso

### Gráfico
La jota mayúscula (J) representa:
- En física, a la unidad del Sistema Internacional para las magnitudes energía, trabajo y calor; el julio.

La jota minúscula (j) representa:
- En el Alfabeto Fonético Internacional, un sonido aproximante palatal. Que es el de una «i breve», como el de la «y» en la palabra inglesa «yes» /jes/ o la misma en el español como en «yo», también parecido al de la «i» en «bien».
- Una de las tres unidades imaginarias de los cuaterniones.
- En electricidad, a la densidad de corriente y a la unidad imaginaria {\displaystyle {\sqrt {-1}}} en fasores para evitar confusión con la letra {\displaystyle i} empleada para representar la corriente eléctrica.

Además en la numeración romana, se ha empleado históricamente la jota minúscula como «i» final, representando al valor uno.

### Fonético

#### En español
En español medieval la letra «j» era pronunciada como la fricativa postalveolar sonora /ž/ (como la «j» francesa, signo AFI [ʒ]). Fue a partir del siglo XV durante el reajuste de las consonantes sibilantes cuando se perdió la sonora /ž/ por la sorda /š/ (equivalente al dígrafo sh en inglés, AFI [ʃ], representada por la «x»). En la misma época, se inició (se estima que en Sevilla) la velarización de /š/ por la moderna «j» [x] representada por la «x» en aquel momento. Este cambio articulatorio se extendió progresivamente a finales del siglo XVI y se hizo normal hacia la mitad del siglo XVII. Ya en el siglo XVIII la «j» tomaría su actual sonido [x].
La pronunciación de la jota varía desde [χ] a la simple aspiración ([h]), producidas por la diferente intensidad con que se articula en diversos países y regiones. Existen ciertos casos excepcionales en que un extranjerismo recientemente incorporado o un nombre propio procedente de otra lengua conserva una pronunciación cercana a la original, como jazz,  jet o Jennifer. El sonido de la jota es el mismo que tiene la «ge» cuando antecede a las vocales «e» e «i»; así, «injerir» suena igual  que «ingerir»: [iŋ.xe̞.ˈɾiɾ].

#### En otros idiomas
La letra jota puede representar varios sonidos en distintos idiomas:
- En las transcripciones del árabe orientadas para español se utiliza para representar la letra árabe خ, que representa el mismo fonema que la j en español [χ]. En las transcripciones anglosajonas del árabe se usa para la letra ج, que en español está representada como y. Quedando el dígrafo kh, x  y los símbolos 5 o 7' para la letra خ.
- En la mayor parte de las lenguas germánicas, con la excepción del inglés, se pronuncia [j], así como en las lenguas bálticas, eslavas y finoúgrias que usen el alfabeto latino, en albanés y esperanto.
- Se pronuncia [ʒ] en azerí, bretón, catalán, francés, portugués, rumano y turco.
- En inglés, córnico y escocés representa el sonido [d̠͡ʒ] del mismo modo que en igbo, indonesio, malayo, oromo,  somalí, shona, turcomano y zulú.
- En yoruba y suajili es [ɟ].
- En hanyu pinyin (forma de transcripción del chino mandarín), se usa para el sonido: [t͡ɕ].
- El asturiano, el gaélico escocés, el galés, el gallego, el gilbertés, el hawaiano, el irlandés, el italiano, el maorí, el mohawk, el tagalo, el tongano y el vietnamita no la usan, excepto en palabras extranjeras con diferente pronunciación en cada uno.

## Reglas para su uso ortográfico
El hecho de que en español la ge y la jota suenen igual cuando están antes de la «e» y la «i» hace que haya confusión y errores de ortografía al momento de escribir palabras con este sonido. Por eso existen normas para el correcto uso ortográfico de ambas letras.
Se escriben con jota:
- Las partículas ja, jo, ju, únicos representantes de los fonemas /ja/, /jo/, /ju/: reja, jocoso, injuria, bajar, mejor, justo, etc.
- Los verbos terminados en jear: lisonjear, cojear, canjear, ojear, granjear, forcejear.
- Las palabras que comienzan con eje: ejercicio, ejecutar, ejército, ejemplar, con la excepción del gentilicio «egetano, a», naturales de Vélez-Rubio o Vélez-Blanco, provincia de Almería, y arcaísmos como egeno, pobre.
- Las palabras terminadas en je, jero, jera y jería, excepto ambages, auge, cónyuge, enálage, esfinge, falange, faringe, hipálage, Jorge, laringe, litarge, meninge, verge, ligero, ligera, flamígero y las voces procedentes de verbos terminados en ger y gir, como coge, dirige, elige.

Ejemplos: ultraje, linaje, porcentaje, conserje, monje, hereje, buje, relojero, brujería.
- Todas las formas de los verbos que llevan «j» en el infinitivo, especialmente los terminados en jar y jear: alejemos, homenajeé, agasajemos, canjeé, aconsejé.
- Los compuestos y derivados de las palabras que llevan las partículas ja, jo, ju: sonajero (de sonaja), cajita, cajero (caja), ojeras, ojitos (ojo), granjero (granja), rojizo (rojo).
- Las formas en pasado de los verbos en las que, por irregularidad, existen las partículas je y ji, sin que el infinitivo de dicho verbo contenga una ge o jota. Ejemplos:

| dije dijiste dijo | dijimos dijeron | dijera dijeras dijeran | dijéramos dijeras dijeran |

| traje trajiste trajo | trajimos trajeron | trajera trajeras trajeran | trajéramos trajeras trajeran |

Otros verbos también se conjugan de igual manera son: conducir, traducir, deducir, extraer, contraer, etc.
- Las pocas palabras terminadas con este sonido:[Nota 1] boj, cambuj, reloj, troj.

## Códigos en computación
| Carácter                        | J                      | J                      | j                    | j                    | ȷ                            | ȷ                            |
| ------------------------------- | ---------------------- | ---------------------- | -------------------- | -------------------- | ---------------------------- | ---------------------------- |
| Nombre Unicode                  | LATIN CAPITAL LETTER J | LATIN CAPITAL LETTER J | LATIN SMALL LETTER J | LATIN SMALL LETTER J | LATIN SMALL LETTER DOTLESS J | LATIN SMALL LETTER DOTLESS J |
| Codificación                    | decimal                | hexadecimal            | decimal              | hexadecimal          | decimal                      | hexadecimal                  |
| Unicode                         | 74                     | U+004A                 | 106                  | U+006A               | 567                          | U+0237                       |
| UTF-8                           | 74                     | 4A                     | 106                  | 6A                   | 200 183                      | C8 B7                        |
| Referencia de carácter numérico | &#74;                  | &#x4A;                 | &#106;               | &#x6A;               | &#567;                       | &#x237;                      |
| familia EBCDIC                  | 209                    | D1                     | 145                  | 91                   |                              |                              |
| ASCII nota                      | 74                     | 4A                     | 106                  | 6A                   |                              |                              |

Nota: También para codificaciones basadas en ASCII, incluyendo DOS, Windows, ISO-8859 y las familias de codificaciones de Macintosh.
Unicode tiene además la variante «ȷ» (Letra latina minúscula sin puntos) para usarla en combinaciones de caracteres, como por ejemplo: ȷ + ˇ = ǰ.
En Unicode, se usa un duplicado de la «j» como un carácter fonético especial en el idioma griego, codificado como ϳ (Unicode U+03F3). Es usado para denotar la aproximante palatal sonora [j] en el contexto del alfabeto griego. Se llama «yot» en el Unicode estándar, nombre de la «j» alemana. Se ha establecido también que en la versión 7.0 del estándar aparezca esta en mayúscula, que sería U+037F.
En la fuente Wingdings, la letra «j» es renderizada como una carita feliz, que es diferente al punto de código U+263A de Unicode, que se renderiza como ☺.
Cuando se intenta usar la «j» de la fuente Wingdings en un correo HTML, es posible que el destinatario no vea este formato, ya que los correos HTML pueden no estar disponibles en la plataforma de correo del destinatario, o esta puede tener dificultad al leerlos es por ello que algunos usan una sola «j» como sustituto de la carita feliz.

## Representaciones alternativas
En el código Fonético Internacional la jota se pronuncia «Japón».
En el alfabeto fonético aeronáutico se le asigna la palabra Juliet.
En código Morse es:  •--- 

Banderas de señales
Alfabeto semáforo
Lectura Braille
Alfabeto manual